# All-Star Game de la NBA 2015
El All-Star Game de la NBA de 2015 se disputó en la ciudad de Nueva York el domingo 15 de febrero de 2015, en el Madison Square Garden, hogar de los New York Knicks. Sin embargo, los eventos de la noche del viernes y sábado se llevaron a cabo en el Barclays Center en la ciudad de Brooklyn, hogar de los Brooklyn Nets. Este partido fue la 64.ª edición del All-Star Game de la NBA y fue jugado durante la Temporada 2014-15 de la NBA. Los dos escenarios de Nueva York fueron galardonados con el All-Star en un anuncio el 25 de septiembre de 2013. Esta fue la quinta vez que el All-Star de la NBA se celebrará en Nueva York, después de haber sido celebrado previamente en el viejo Madison Square Garden en 1954, 1955 y 1968, y en el actual Madison Square Garden en 1998.

## All-Star Game

### Entrenadores
Mike Budenholzer, entrenador de los Atlanta Hawks, y Steve Kerr, entrenador de los Golden State Warriors, fueron seleccionados como los entrenadores de los equipos del Este y del Oeste, respectivamente.

### Jugadores
El 22 de enero se dio a conocer la configuración de los quintetos iniciales, realizados sobre la base de las votaciones de los aficionados. Stephen Curry, de Golden State Warriors, sobrepasó a última hora a LeBron James como el jugador más votado de esta edición, alcanzando la cifra de 1.513.324 votos recibidos. También a última hora hubo un cambio en la clasificación. Kyle Lowry, de los Toronto Raptors, en el penúltimo recuento de votos, estaba a más de 100.000 de distancia de Dwyane Wade, de los Miami Heat, que se perfilaba como titular. Al parecer, el apoyo que recibió por parte del cantante canadiense Justin Bieber en las redes sociales, que cuenta con casi 60 millones de seguidores en Twitter, pudo inclinar la balanza en favor del jugador de los Raptors.
Por otro lado, es la primera vez en la historia del partido de las estrellas que dos hermanos, Pau y Marc Gasol, figuran como titulares, uno en cada quinteto (realizando además ambos el salto inicial del partido). En los All-Star de 1970 y 1971 participaron los hermanos gemelos Tom y Dick Van Arsdale, pero en ambas ocasiones acudieron como suplentes.
| Pos.                                         | Jugador          | Equipo              | N.º de All-Stars | Votos totales    |
| Quinteto inicial                             | Quinteto inicial | Quinteto inicial    | Quinteto inicial | Quinteto inicial |
| -------------------------------------------- | ---------------- | ------------------- | ---------------- | ---------------- |
| B                                            | John Wall        | Washington Wizards  | 2                | 886,368          |
| B                                            | Kyle Lowry       | Toronto Raptors     | 1                | 805,290          |
| A                                            | LeBron James     | Cleveland Cavaliers | 11               | 1,470,483        |
| AP                                           | Pau Gasol        | Chicago Bulls       | 5                | 974,177          |
| A                                            | Carmelo Anthony  | New York Knicks     | 8                | 647,005          |
| Reservas                                     |                  |                     |                  |                  |
| AP/P                                         | Al Horford       | Atlanta Hawks       | 3                | —                |
| AP                                           | Chris Bosh       | Miami Heat          | 10               | —                |
| AP                                           | Paul Millsap     | Atlanta Hawks       | 2                | —                |
| E                                            | Jimmy Butler     | Chicago Bulls       | 1                | —                |
| E                                            | Dwyane WadeN. 3  | Miami Heat          | 11               | —                |
| B                                            | Jeff Teague      | Atlanta Hawks       | 1                | —                |
| B                                            | Kyrie Irving     | Cleveland Cavaliers | 3                | —                |
| E                                            | Kyle KorverN. 3  | Atlanta Hawks       | 1                | —                |
| Entrenador: Mike Budenholzer (Atlanta Hawks) |                  |                     |                  |                  |

| Pos.                                           | Jugador              | Equipo                 | N.º de All-Stars | Votos totales    |
| Quinteto inicial                               | Quinteto inicial     | Quinteto inicial       | Quinteto inicial | Quinteto inicial |
| ---------------------------------------------- | -------------------- | ---------------------- | ---------------- | ---------------- |
| B                                              | Stephen Curry        | Golden State Warriors  | 2                | 1,513,324        |
| E                                              | Kobe BryantN. 1      | Los Angeles Lakers     | 17               | 1,152,402        |
| P                                              | Marc Gasol           | Memphis Grizzlies      | 2                | 795,121          |
| AP                                             | Blake GriffinN. 2    | Los Angeles Clippers   | 5                | 700,615          |
| AP/P                                           | Anthony DavisN. 4    | New Orleans Pelicans   | 2                | 1,369,911        |
| Reservas                                       |                      |                        |                  |                  |
| AP                                             | LaMarcus Aldridge    | Portland Trail Blazers | 4                | —                |
| AP                                             | Tim Duncan           | San Antonio Spurs      | 15               | —                |
| A                                              | Kevin Durant         | Oklahoma City Thunder  | 6                | —                |
| E                                              | Klay Thompson        | Golden State Warriors  | 1                | —                |
| B                                              | Russell Westbrook    | Oklahoma City Thunder  | 4                | —                |
| E                                              | James Harden         | Houston Rockets        | 3                | —                |
| B                                              | Chris Paul           | Los Angeles Clippers   | 8                | —                |
| P                                              | DeMarcus CousinsN. 1 | Sacramento Kings       | 1                | —                |
| B                                              | Damian LillardN. 2   | Portland Trail Blazers | 2                | —                |
| AP                                             | Dirk NowitzkiN. 4    | Dallas Mavericks       | 13               | —                |
| Entrenador: Steve Kerr (Golden State Warriors) |                      |                        |                  |                  |

- N. 1 - DeMarcus Cousins fue elegido por el comisionado Adam Silver para sustituir al lesionado Kobe Bryant.[6]
- N. 2 - Damian Lillard fue elegido para reemplazar a Blake Griffin.[7]
- N. 3 - Kyle Korver fue elegido para reemplazar al lesionado Dwyane Wade.[8]
- N. 4 - Dirk Nowitzki fue elegido para reemplazar al lesionado Anthony Davis.[9]
- Steve Kerr eligió a Klay Thompson, James Harden y LaMarcus Aldridge para sustituir a Kobe Bryant, Blake Griffin y Anthony Davis en el quinteto titular.

### Partido
| 15 de febrero de 2015 | Conferencia Oeste                                             | 163–158              | Conferencia Este                                       | |  |
|                       | Parciales: 47-36, 36-46, 39-40, 41-36                         |                      |                                                        | |  |
|                       | Estadísticas Russell Westbrook 41 Marc Gasol 10 Chris Paul 15 | Reporte Pts Reb Asts | Estadísticas 30 LeBron James 12 Pau Gasol 8 Kyle Lowry | Pabellón: Madison Square Garden, Nueva York Asistencia: 17.198 espectadores Árbitros: Derrick Stafford, Pat Fraher y Sean Wright Televisión: TNT |  |

Russell Westbrook anotó 41 puntos y fue nombrado MVP del partido. Logró 25 puntos en 11 minutos en la primera mitad, consiguiendo un récord de puntos en una media parte en un All-Star. Acabó a un punto del récord de puntos en un partido de All-Star que mantiene Wilt Chamberlain (42) desde 1962.

## All-Star Weekend

### BBVA Rising Stars Challenge
El BBVA Rising Stars Challenge es un partido de exhibición en el que participan los mejores jugadores de primer año ('Rookies') y segundo año ('Sophomores'). El partido consta de dos tiempos de 20 minutos, similar al baloncesto universitario.
Para esta edición el formato del partido fue reorganizado por nacionalidades, enfrentando a los Estados Unidos contra el Resto del Mundo. Los participantes fueron divididos entre los diez mejores jugadores de primer y segundo año de nacionalidad estadounidense, y los diez mejores jugadores de primer y segundo año de nacionalidad extranjera, similar al Nike Hoop Summit que utiliza este formato desde 1995.
| Pos.                                       | Jugador                 | Equipo                 | Año       |
| ------------------------------------------ | ----------------------- | ---------------------- | --------- |
| P                                          | Steven AdamsN. 1        | Oklahoma City Thunder  | Sophomore |
| E/A                                        | Giannis Antetokounmpo   | Milwaukee Bucks        | Sophomore |
| E                                          | Bojan Bogdanović        | Brooklyn Nets          | Rookie    |
| P                                          | Gorgui Dieng            | Minnesota Timberwolves | Sophomore |
| B/E                                        | Dante Exum              | Utah Jazz              | Rookie    |
| P                                          | Rudy Gobert             | Utah Jazz              | Sophomore |
| A                                          | Nikola Mirotić          | Chicago Bulls          | Rookie    |
| AP/P                                       | Kelly OlynykN. 3        | Boston Celtics         | Sophomore |
| B                                          | Dennis Schröder         | Atlanta Hawks          | Sophomore |
| A                                          | Andrew Wiggins          | Minnesota Timberwolves | Rookie    |
| P                                          | Jusuf NurkićN. 1N. 4    | Denver Nuggets         | Rookie    |
| B                                          | Matthew DellavedovaN. 3 | Cleveland Cavaliers    | Sophomore |
| A                                          | Kostas PapanikolaouN. 4 | Houston Rockets        | Rookie    |
| Entrenador: Kenny Atkinson (Atlanta Hawks) |                         |                        |           |

| Pos.                                             | Jugador                     | Equipo                 | Año       |
| ------------------------------------------------ | --------------------------- | ---------------------- | --------- |
| B                                                | Trey Burke                  | Utah Jazz              | Sophomore |
| E                                                | Kentavious Caldwell-Pope    | Detroit Pistons        | Sophomore |
| B                                                | Michael Carter-WilliamsN. 2 | Philadelphia 76ers     | Sophomore |
| E                                                | Zach LaVine                 | Minnesota Timberwolves | Rookie    |
| A                                                | Shabazz Muhammad            | Minnesota Timberwolves | Sophomore |
| AP/P                                             | Nerlens Noel                | Philadelphia 76ers     | Rookie    |
| E                                                | Victor Oladipo              | Orlando Magic          | Sophomore |
| B                                                | Elfrid Payton               | Orlando Magic          | Rookie    |
| P                                                | Mason Plumlee               | Brooklyn Nets          | Sophomore |
| AP/P                                             | Cody Zeller                 | Charlotte Hornets      | Sophomore |
| A                                                | Robert CovingtonN. 2        | Philadelphia 76ers     | Sophomore |
| Entrenador: Alvin Gentry (Golden State Warriors) |                             |                        |           |

- N. 1 - Jusuf Nurkić fue elegido por el comisionado para sustituir al lesionado Steven Adams.[11]
- N. 2 - Robert Covington fue elegido para remplazar al lesionado Michael Carter-Williams.[12]
- N. 3 - Matthew Dellavedova fue elegido para sustituir al lesionado Kelly Olynyk.[12]
- N. 4 - Kostas Papanikolaou fue elegido para remplazar a Jusuf Nurkić quien decidió no participar por razones personales.[12]

| 13 de febrero de 2015 | Mundo                                                           | 121–112              | USA                                                                                              | |  |
|                       | Marcador por tiempos: 69-67, 52-45                              |                      |                                                                                                  | |  |
|                       | Estadísticas Andrew Wiggins 22 Rudy Gobert 12 Dennis Schröder 9 | Reporte Pts Reb Asts | Estadísticas V. Oladipo y Z. LaVine 22 cada uno Mason Plumlee 9 V. Oladipo y T. Burke 4 cada uno | Pabellón: Barclays Center, Brooklyn, Nueva York Asistencia: 15.451 espectadores Árbitros: Tre Maddox, Karl Lane y Kevin Scott Televisión: TNT |  |

Andrew Wiggins de los Minnesota Timberwolves registró 22 puntos, 6 rebotes y 4 asistencias, siendo nombrado MVP del Rising Stars Challenge tras liderar al equipo del Mundo sobre el equipo de USA por 121-112. Por parte del Mundo siete jugadores registraron cifras dobles en anotación incluyendo a Wiggins con 22, Rudy Gobert con 18, Bojan Bogdanović y Nikola Mirotić con 16 cada uno, Gorgui Dieng con 14, Dennis Schröder con 13 y Giannis Antetokounmpo con 12 puntos. Por parte de USA seis jugadores lograron cifras dobles en anotación de los cuales se mencionan a Victor Oladipo y Zach LaVine con 22 cada uno, Trey Burke con 17, Mason Plumlee con 13, Cody Zeller con 12 y Shabazz Muhammad con 10 puntos.

### Degree Shooting Stars Competition
| Nombre del equipo | Miembros          | Equipo                | 1.ª ronda | Ronda final          |
| ----------------- | ----------------- | --------------------- | --------- | -------------------- |
| Team Bosh         | Chris Bosh        | Miami Heat            | 30.8      | 57.6                 |
| Team Bosh         | Swin Cash         | New York Liberty      | 30.8      | 57.6                 |
| Team Bosh         | Dominique Wilkins | (retirado)            | 30.8      | 57.6                 |
| Team Westbrook    | Russell Westbrook | Oklahoma City Thunder | 35.2      | 1:30 Tiempo expirado |
| Team Westbrook    | Tamika Catchings  | Indiana Fever         | 35.2      | 1:30 Tiempo expirado |
| Team Westbrook    | Anfernee Hardaway | (retirado)            | 35.2      | 1:30 Tiempo expirado |
| Team Curry        | Stephen Curry     | Golden State Warriors | 47.0      | –                    |
| Team Curry        | Sue Bird          | Seattle Storm         | 47.0      | –                    |
| Team Curry        | Dell Curry        | (retirado)            | 47.0      | –                    |
| Team Millsap      | Anthony DavisN. 1 | New Orleans Pelicans  | 51.4      | –                    |
| Team Millsap      | Paul MillsapN. 1  | Atlanta Hawks         | 51.4      | –                    |
| Team Millsap      | Elena Delle Donne | Chicago Sky           | 51.4      | –                    |
| Team Millsap      | Scottie Pippen    | (retirado)            | 51.4      | –                    |

- N. 1 - Paul Millsap fue elegido para remplazar al lesionado Anthony Davis.[13]

### Taco Bell Skill Challenge
| Pos. | Jugador                     | Equipo             | Altura       | Peso            |
| ---- | --------------------------- | ------------------ | ------------ | --------------- |
| E/A  | Jimmy ButlerN. 2            | Chicago Bulls      | 2,01 m (6-7) | 104 kg (229 lb) |
| B    | Jeff Teague                 | Atlanta Hawks      | 1,91 m (6-3) | 88 kg (194 lb)  |
| B    | Kyle Lowry                  | Toronto Raptors    | 1,83 m (6-0) | 89 kg (196 lb)  |
| B    | John WallN. 1               | Washington Wizards | 1,93 m (6-4) | 89kg (196 lb)   |
| B    | Michael Carter-WilliamsN. 3 | Philadelphia 76ers | 1,96 m (6-5) | 86 kg (190 lb)  |
| B    | Brandon Knight              | Milwaukee Bucks    | 1,91 m (6-3) | 83 kg (183 lb)  |
| B    | Patrick BeverleyN. 1        | Houston Rockets    | 1,85 m (6-1) | 82 kg (180 lb)  |
| B    | Trey Burke                  | Utah Jazz          | 1,83 m (6-0) | 84 kg (185 lb)  |
| B    | Isaiah Thomas               | Phoenix Suns       | 1,75 m (5-9) | 84 kg (185 lb)  |
| B    | Dennis SchröderN. 2         | Atlanta Hawks      | 1,85 m (6-1) | 78 kg (171 lb)  |
| B    | Elfrid PaytonN. 3           | Orlando Magic      | 1,91 m (6-3) | 86 kg (189 lb)  |

- N. 1 - John Wall fue reemplazado por Patrick Beverley.[15]
- N. 2 - Dennis Schröder fue elegido para sustituir a Jimmy Butler.[13]
- N. 3 - Elfrid Payton fue elegido para reemplazar al lesionado Michael Carter-Williams.[13]

|  | Cuartos de final | Cuartos de final | Cuartos de final |  |  | Semifinales | Semifinales      | Semifinales |  |  | Final | Final | Final |  |
|  |                  |                  |                  |  |  |             |                  |             |  |  |       |       |       |  |
|  |                  |                  |                  |  |  |             |                  |             |  |  |       |       |       |  |
|  | Isaiah Thomas    |                  |                  |  |  |             |                  |             |  |  |       |       |       |  |
|  |                  |                  |                  |  |  |             |                  |             |  |  |       |       |       |  |
|  | Patrick Beverley |                  |                  |  |  |             |                  |             |  |  |       |       |       |  |
|  |                  | Patrick Beverley |                  |  |  |             |                  |             |  |  |       |       |       |  |
|  |                  |                  |                  |  |  |             |                  |             |  |  |       |       |       |  |
|  |                  |                  | Jeff Teague      |  |  |             |                  |             |  |  |       |       |       |  |
|  | Elfrid Payton    |                  |                  |  |  |             |                  |             |  |  |       |       |       |  |
|  |                  |                  |                  |  |  |             |                  |             |  |  |       |       |       |  |
|  | Jeff Teague      |                  |                  |  |  |             |                  |             |  |  |       |       |       |  |
|  |                  |                  |                  |  |  |             | Patrick Beverley |             |  |  |       |       |       |  |
|  |                  |                  |                  |  |  |             |                  |             |  |  |       |       |       |  |
|  |                  |                  | Brandon Knight   |  |  |             |                  |             |  |  |       |       |       |  |
|  | Trey Burke       |                  |                  |  |  |             |                  |             |  |  |       |       |       |  |
|  |                  |                  |                  |  |  |             |                  |             |  |  |       |       |       |  |
|  | Brandon Knight   |                  |                  |  |  |             |                  |             |  |  |       |       |       |  |
|  |                  | Brandon Knight   |                  |  |  |             |                  |             |  |  |       |       |       |  |
|  |                  |                  |                  |  |  |             |                  |             |  |  |       |       |       |  |
|  |                  |                  | Kyle Lowry       |  |  |             |                  |             |  |  |       |       |       |  |
|  | Dennis Schröder  |                  |                  |  |  |             |                  |             |  |  |       |       |       |  |
|  |                  |                  |                  |  |  |             |                  |             |  |  |       |       |       |  |
|  | Kyle Lowry       |                  |                  |  |  |             |                  |             |  |  |       |       |       |  |
|  |                  |                  |                  |  |  |             |                  |             |  |  |       |       |       |  |
|  |                  |                  |                  |  |  |             |                  |             |  |  |       |       |       |  |

### Foot Locker Three-Point Contest
| Pos. | Jugador         | Equipo                 | Altura       | Peso            | %3P (*) | 1.ª ronda | Ronda final |
| ---- | --------------- | ---------------------- | ------------ | --------------- | ------- | --------- | ----------- |
| E    | Wesley Matthews | Portland Trail Blazers | 1,96 m (6-5) | 100 kg (220 lb) | 39,8%   | 22        | –           |
| E    | J.J. Redick     | Los Angeles Clippers   | 1,91 m (6-3) | 91 kg (200 lb)  | 43,6%   | 18        | –           |
| B    | James Harden    | Houston Rockets        | 1,96 m (6-5) | 102 kg (224 lb) | 38,3%   | 15        | –           |
| B    | Kyrie Irving    | Cleveland Cavaliers    | 1,88 m (6-3) | 88 kg (194 lb)  | 41,5%   | 23        | 17          |
| B    | Stephen Curry   | Golden State Warriors  | 1,88 m (6-2) | 84 kg (185 lb)  | 39.9%   | 23        | 27          |
| E    | Klay Thompson   | Golden State Warriors  | 1,98 m (6-6) | 98 kg (215 lb)  | 44,0%   | 24        | 14          |
| A    | Kyle Korver     | Atlanta Hawks          | 2,01 m (6-7) | 96 kg (212 lb)  | 52,3%   | 18        | –           |
| E    | Marco Belinelli | San Antonio Spurs      | 1,96 m (6-5) | 88 kg (195 lb)  | 38.1%   | 18        | –           |

- (*) - Estadísticas acumuladas antes de la competición

### Sprite Slam Dunk Contest
El Sprite Slam Dunk Contest es una competición de mates, donqueos, volcadas, etc., en la que los participantes intenta mostrar sus mejores habilidades y estilos a la hora de atacar el aro.
Para esta edición se restauró el formato al estilo individual, ya que en el All-Star anterior se utilizó un formato de equipo enfrentando a dos equipos de tres jugadores de cada conferencia, debido a las malas críticas del formato de equipos la liga se vio obligada a restaurar el formato al estilo individual. En esta edición hubo cinco jueces para la competición, quienes otorgaron una valor de 6 a 10 puntos cada uno por cada mate, resultando una puntuación máxima de 50 o una puntuación mínima de 30. Los participantes tuvieron un límite de tres intentos para completar cada mate. Hubo dos rondas de las cuales cada participante tuvo la oportunidad de completar dos mates en cada ronda. Los dos participantes que obtuvieron la puntuación más alta en la primera ronda clasificaron a la ronda final, siendo allí donde se decidió el campeón de la competición.
| Pos. | Jugador               | Equipo                 | Altura       | Peso            | Primera ronda | Primera ronda | Primera ronda | Ronda final | Ronda final | Ronda final |
| Pos. | Jugador               | Equipo                 | Altura       | Peso            | 1.er Mate     | 2.º Mate      | Total         | 1.er Mate   | 2.º Mate    | Total       |
| ---- | --------------------- | ---------------------- | ------------ | --------------- | ------------- | ------------- | ------------- | ----------- | ----------- | ----------- |
| B/E  | Zach LaVine           | Minnesota Timberwolves | 1,96 m (6-5) | 92 kg (202 lb)  | 50            | 50            | 100           | 45          | 49          | 94          |
| E    | Victor Oladipo        | Orlando Magic          | 1,93 m (6-4) | 98 kg (216 lb)  | 50            | 39            | 89            | 31          | 41          | 72          |
| P    | Mason Plumlee         | Brooklyn Nets          | 2,13 m (7-0) | 120 kg (264 lb) | 40            | 36            | 76            | –           | –           | –           |
| A/E  | Giannis Antetokounmpo | Milwaukee Bucks        | 2,13 m (7-0) | 110 kg (242 lb) | 30            | 35            | 65            | –           | –           | –           |